# Зеленчук жовтий
Зеленчу́к жо́втий як Galeobdolon luteum (Lamium galeobdolon (L.) L.) — рослина з родини глухокропивових (Lamiaceae).

## Ботанічна характеристика
Зеленчук жовтий — характерний представник трав'янистої рослинності листяних лісів. Висхідні чотиригранні запушені стебла 15–50 см заввишки. На верхівці несуть кілька кілець чималих жовтих квіток. Рослина має розгалужене довге кореневище та повзкі пагони. Листки досить великі, зі сріблястими плямами, яйцеподібні, з серцеподібною основою та городчасто-зубчастим краєм. Цвіте у травні — червні, запилюється комахами. Плід — дрібний горішок. (ценобій) Тіньовитривала рослина, добре розмножується повзучими пагонами.

## Естетична характеристика
Прикрашає ліси, лісопарки.

## Господарське значення
З молодих пагонів зеленчука готують весняні салати. Зеленчук — добрий весняний медонос.

## Поширення
Вид поширений у Європі й Азії на схід до західного Сибіру й на південний схід до Ірану; культивується в США й Новій Зеландії.
В Україні вид зростає в лісах, серед чагарників — майже на всій території, крім степових районів і Криму.